# チコちゃんの脳活研究所
『チコちゃんの脳活研究所』（チコちゃんののうかつけんきゅうじょ）は、クラウズプレイカンパニーより2023年7月6日に発売されたNintendo Switch用ゲームソフト。

## 概要
NHK総合テレビジョンのバラエティ番組『チコちゃんに叱られる!』を題材とした脳力トレーニングソフト。本作のチコちゃんは、本作の監修を務める脳科学者の篠原菊紀とともに脳活ゲームを開発した「脳活研究所」の所長となり、プレーヤーの脳を活性化させる手伝いをする。
本作の企画は、クラウズプレイカンパニーが2021年頃にNHKと話をする機会を得た中で「チコちゃんを使ったゲームはどうだろう」という話になり立案された。しかし、それから1年ほどの間、どのようなゲームジャンルにするかが定まらず、一時は田舎でチコちゃんと一緒に知識を駆使しながら野菜を育てるという内容に決まりかけていたが、そこで「チコちゃんじゃないとだめなゲーム」でなければならないと思い至り、チコちゃんの「好奇心旺盛でなんでも知っている5歳の女の子」という設定による説得力や、子供から高齢者まで遊べるジャンルということを考慮して、脳活ゲームに決定した。

## ゲームモード
脳活テスト
次々に出題される脳活ゲームをプレイしていき、脳年齢を測定するメインモード。1日に1回のみプレイ可能。
ゲームのジャンルは「注意力」「分析力」「ひらめき力」の3つで、それぞれ8種類ずつ含まれる。また、3段階の難易度があり、難易度によって問題内容も変化する。
オススメ脳活ゲーム
プレイヤーの脳の状態から勧められる脳活ゲームをプレイするモード。
チコっとトライアル
プレイしたことがある脳活ゲームを任意に選んでプレイできるモード。
みんなで脳活
2人から4人のプレイヤーで脳活ゲームをプレイできるモード。
チコ所長の縁側
ゲームを進める中で手に入るチコちゃんの着せ替え衣装などのアイテムやプレイ戦績を確認できるモード。
このほか、ゲームプレイ中に以下の「脳活イベント」が発生することがある。
脳活クイズ
脳に関するクイズが出題されるモード。
脳活ストレッチ
脳を刺激できる運動が紹介されるモード。